# Zander

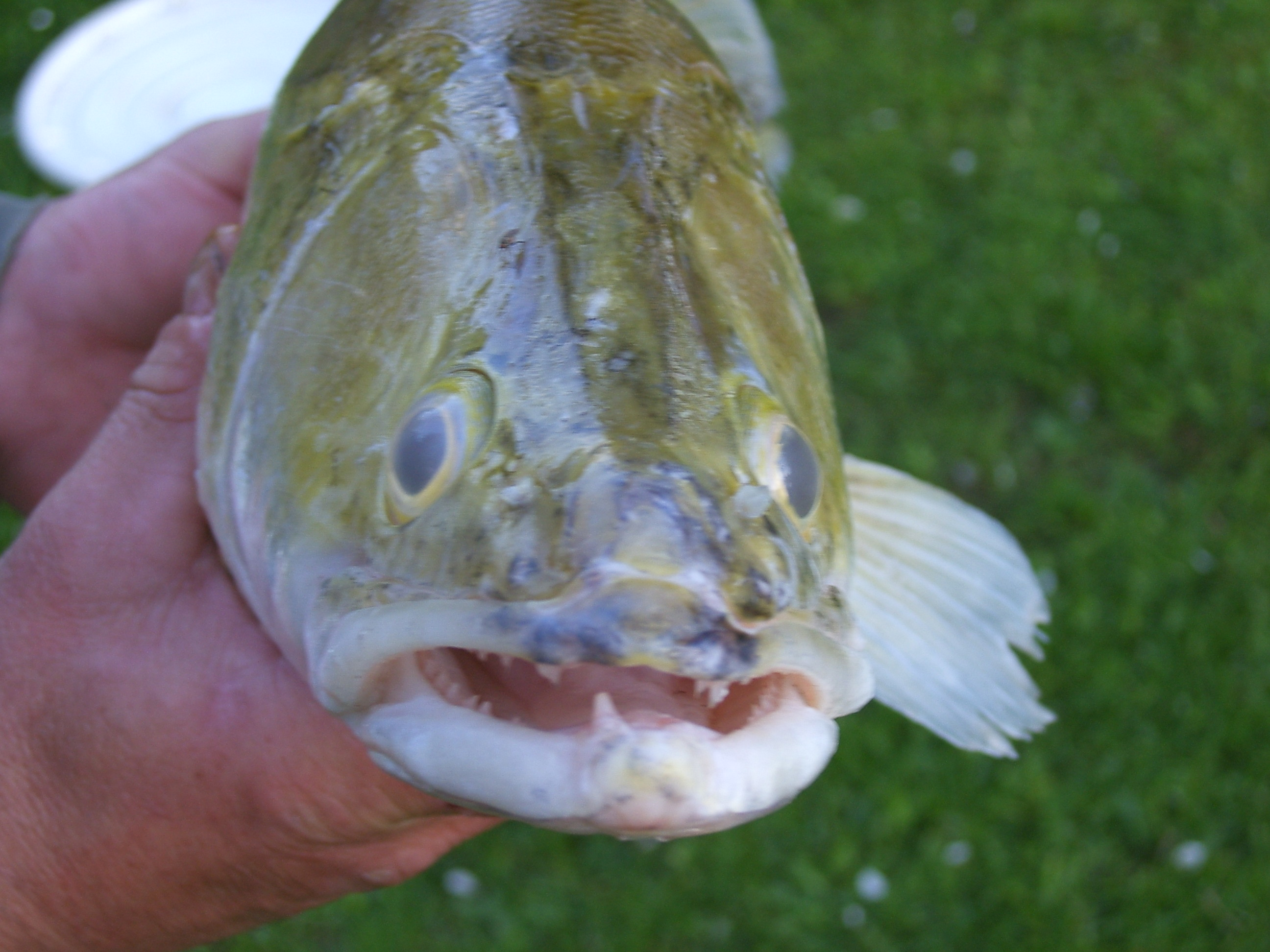
Zander von vorne

Der Zander (Sander lucioperca, Synonyma: Stizostedion lucioperca, Lucioperca sandra), auch Sander, Schill, Hechtbarsch, Zahnmaul oder Fogosch genannt, gehört zur Familie der Barsche (Percidae). Er ist der größte im Süßwasser lebende Barschartige Europas. Er lebt in Europa vom Stromgebiet des Rheins bis zum Ural und in Westasien in der nordwestlichen Türkei und rund um das Kaspische Meer. Zander kommen auch im Brackwasser der gesamten Ostsee vor. Sie fehlen im nördlichen Teil der skandinavischen Halbinsel, im äußersten Norden Russlands und in der südlichen Balkanhalbinsel. Durch Besatzmaßnahmen hat er sich auch in westeuropäischen Gewässern ausgebreitet. In Italien kommt er heute zumindest im Po vor.

## Name
Die Bezeichnungen Sander und Zander sind parallel seit dem 16. Jahrhundert im deutschen Sprachraum geläufig mit Bevorzugung von Sander bei lexikalischen Einträgen bis ins 20. Jahrhundert. Erst in den 1930er Jahren wurde die heute übliche Schreibweise mit Z einheitlich festgelegt. Der Name stammt vom mittelniederdeutschen sandāt, das entsprechend dem osteuropäischen Ursprung des Fisches aus dem altpomoranischen *sądač entlehnt wurde (vgl. die älteren czandas in Westpreußen und obersorbisch sandak sowie polnisch sandacz), das von urslawisch *sǫdakъ kommt, dessen Ursprung und Bedeutung ungeklärt sind, aber vielleicht von einer Substratsprache kommt. In Österreich wird der Fisch Fogosch oder Fogasch (vom ungarischen fogas, worin das ung. Wort fog für ‚Zahn‘ steckt) oder, wie auch in Teilen Niederbayerns, Schill genannt. Darüber hinaus sind weitere Regionalnamen bekannt: Amaul, Canat, Nachmaul, Sandar, Sandart, Sandbarsch, Sandel, Saumert, Schiel, Schindel, Süllő (im Plattensee, wieder aus dem Ungarischen), Zannat und Zant.

## Merkmale

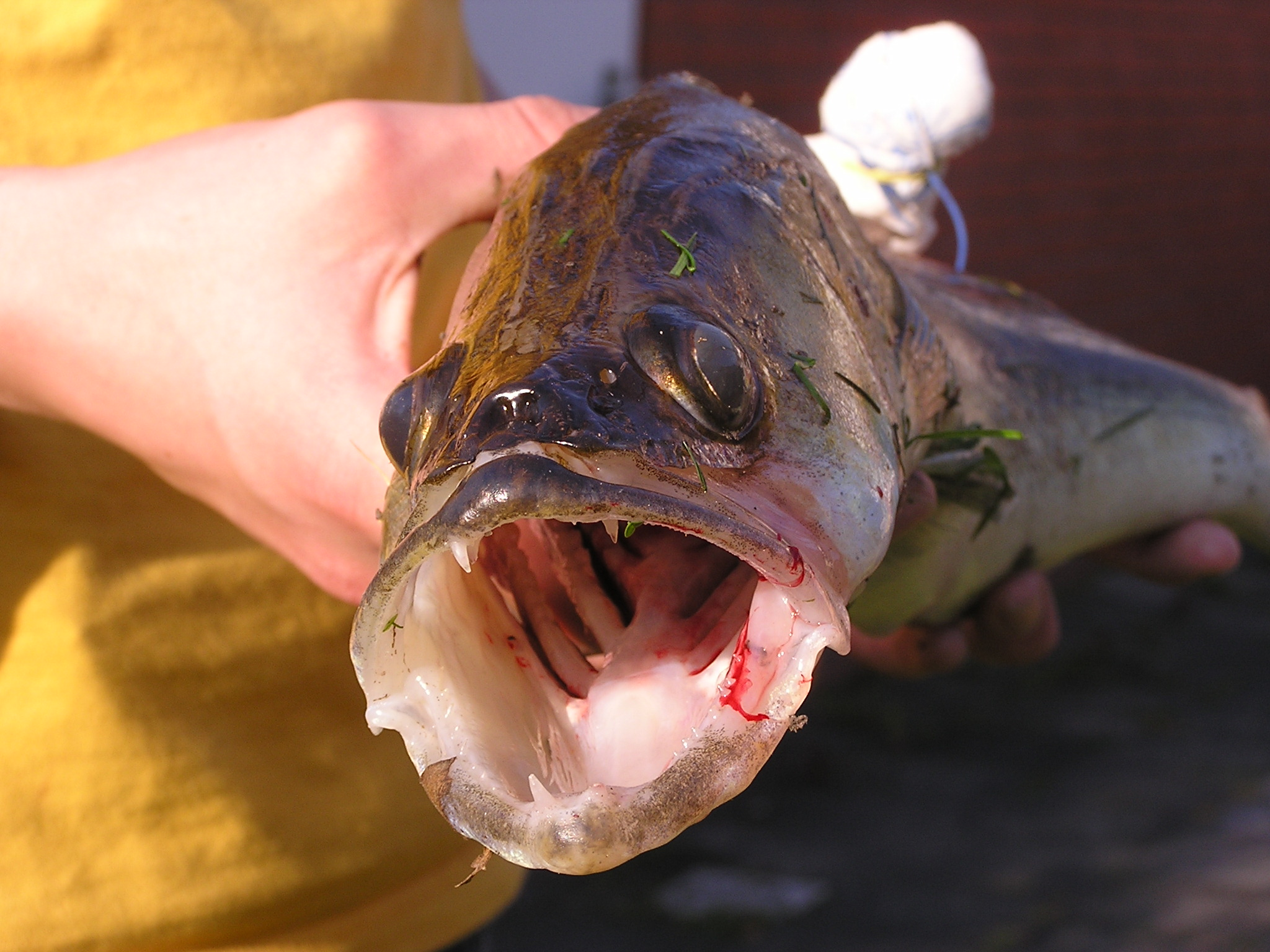
Zander mit geöffnetem Maul

Der Zander hat einen langgestreckten, spindelförmigen Körper. Als Vertreter der Barschartigen hat der Zander zwei Rückenflossen, die vordere mit Stachelstrahlen und die hintere mit Gliederstrahlen. Der Kopf ist zugespitzt, das Maul tief gespalten. Darin stehen ungleichmäßig die langen, spitzen Fangzähne neben kleinen Bürstenzähnen. Der vordere Rand des Kiemendeckels ist gezähnt. Der Körper trägt kleine Kammschuppen. Er ist auf dem Rücken grünlichgrau, gegen den Bauch hin silberweiß, oberseits streifig, braun gewölkt, auch dunkel gebändert, auf den Kopfseiten braun marmoriert und auf den Flossen schwärzlich gefleckt. 

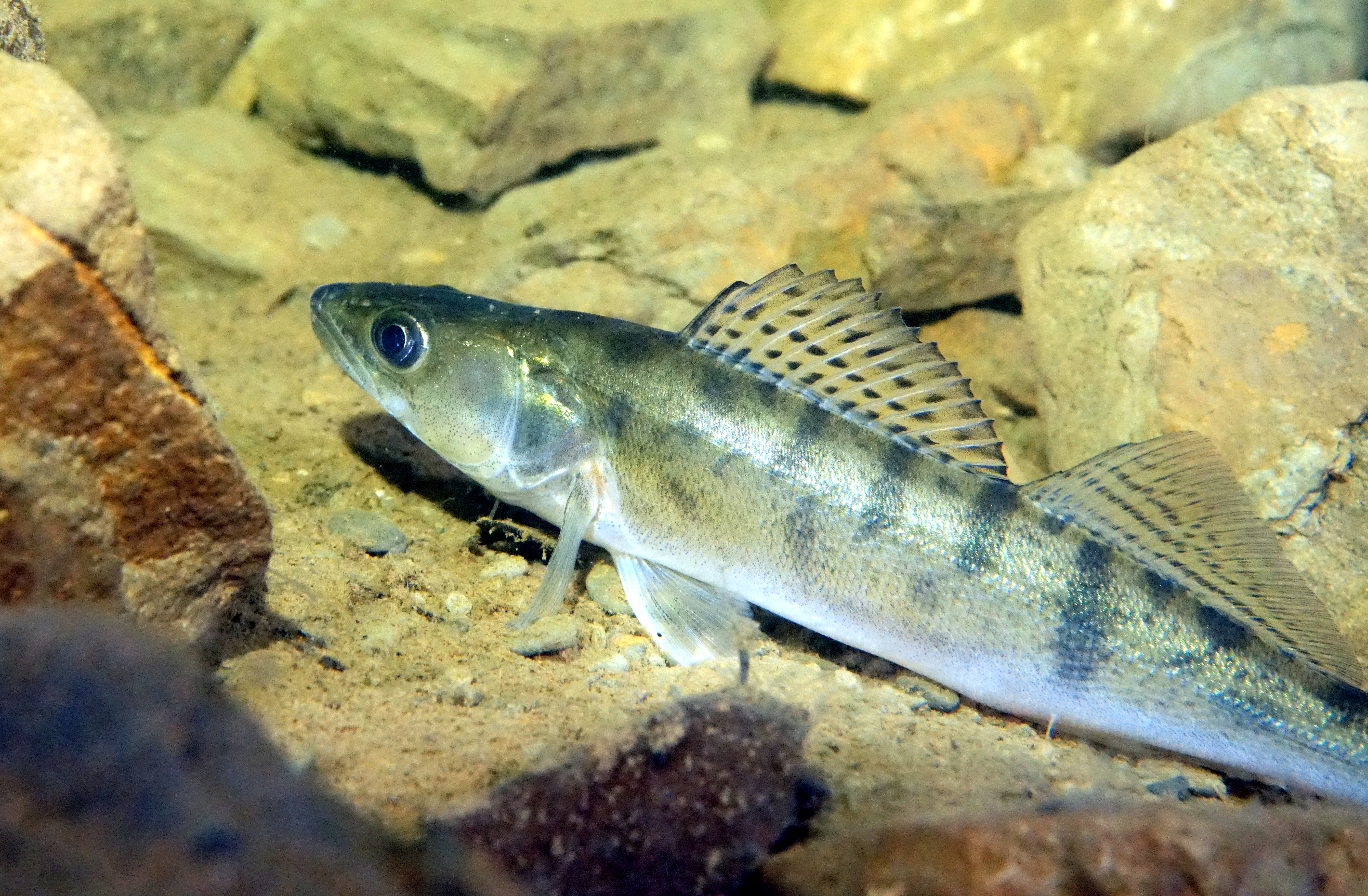
Jungtier mit streifiger Rückenzeichnung

Der Zander lebt als Raubfisch in langsam fließenden Flüssen, Kanälen, Seen und Haffen Europas. Er findet sich im Elbe-, Oder- und Donaugebiet und inzwischen durch Besatz auch im Rhein-, Mosel- und Wesergebiet. Er lebt in tieferen Wassern und wächst sehr schnell.
Er jagt kleinere Fische wie Rotaugen, Güster, Barsche oder Ukeleie. Zander bevorzugen große Gewässer mit Tiefen von wenigstens vier bis fünf Metern.
Die mittlere Länge beträgt 40–50 cm. In seltenen Fällen wird er bis 1,30 m lang und erreicht dabei ein Gewicht von bis zu 19 kg. Er kann 10 bis 20 Jahre alt werden.
Der Zander laicht im Frühjahr (meist April bis Juni) bei 12–15 °C Wassertemperatur an hartgründigen, 1–3 m tiefen Uferstellen, wo er sich flache Laichgruben baut. Die 150.000 bis 200.000 Eier je Kilogramm Körpergewicht werden einzeln abgelegt und haften mit ihren klebrigen Hüllen an Steinen und Pflanzenteilen. Das Männchen bleibt am Nest und schützt das Gelege vor Verschlammung und vor Laichräubern.

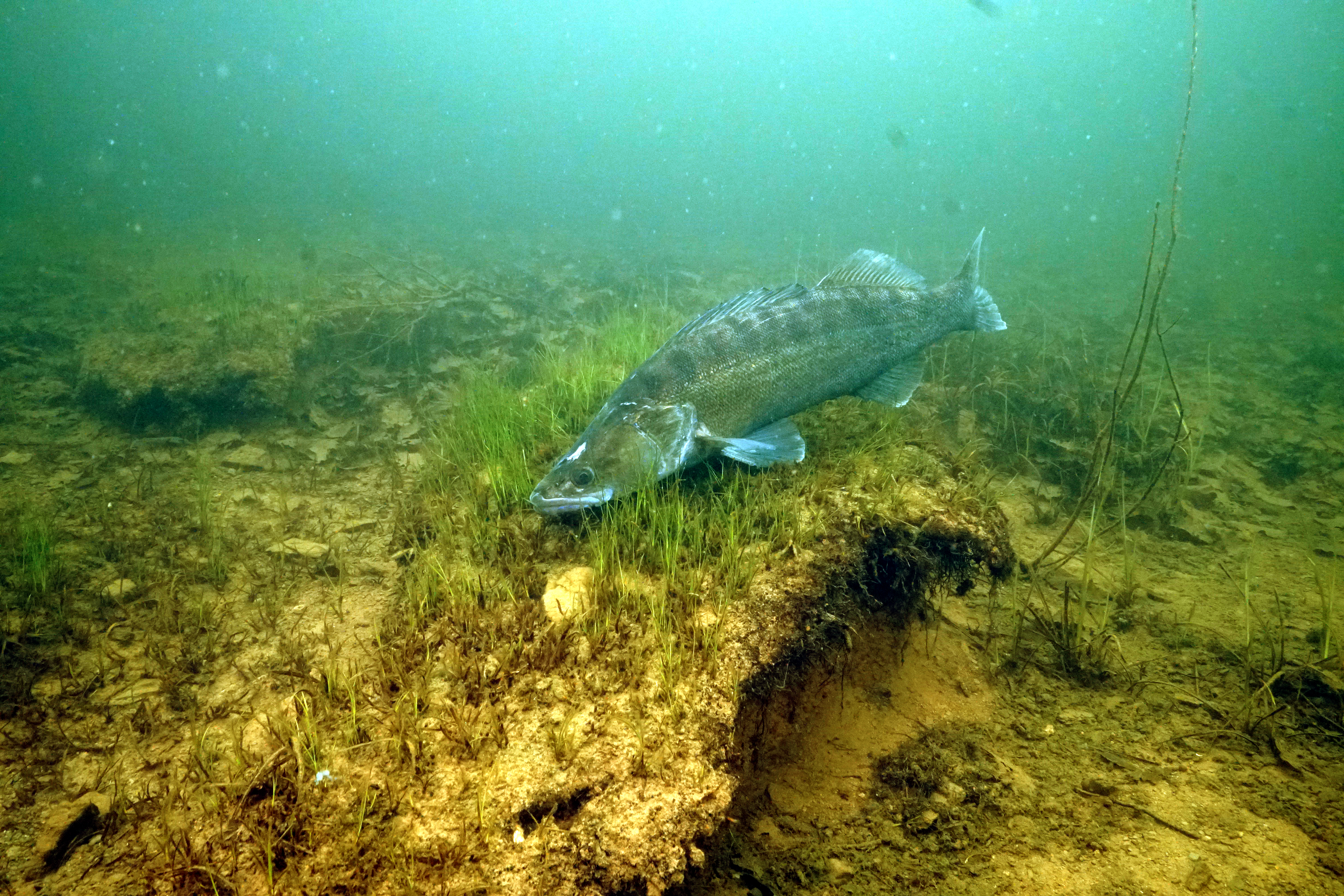
Dunkel gefärbtes Männchen über Gelege

Die Entwicklung bis zum Schlupf der 5–6 mm langen Larven dauert etwa eine Woche. Sie ernähren sich nach Aufzehren des Dottersacks zuerst von Zooplankton, greifen aber bereits nach wenigen Monaten die Brut anderer Fischarten an. Bereits im Herbst sind sie 6–10 cm lang. Die Männchen werden nach 2–4, die Weibchen nach 3–5 Jahren bei Längen von 35–45 cm geschlechtsreif.
Der Zander erhält gegenüber dem Hecht zunehmende Bedeutung als Raubfisch, besonders weil er auch in den vom Menschen gestalteten mitteleuropäischen Flusssystemen ablaichen kann, während der Hecht meist keine geeigneten Laichplätze (Überschwemmungsbereiche, Unterwasserpflanzen, Schilfkanten) mehr findet. Auch hat der Zander wegen seiner ausgeprägten Sehfähigkeit in trüben Gewässern und in relativer Dunkelheit hier einen Vorteil. Gegenüber dem Barsch ist der Zander durch besseres Gehör ausgezeichnet, das durch zwei vordere Schwimmblasenhörner erzielt wird, die sich in Richtung Labyrinth entwickeln.
Durch seine Vorliebe für kleine Fische (bedingt durch das relativ kleine Maul) kann er Kleinfischarten gefährlich werden, weshalb Besatzmaßnahmen aus der Sicht des Naturschutzes kritisch zu betrachten sind. Dies ist allerdings nur der Fall, wenn der betroffene Fisch einen wichtigen Bestandteil des betroffenen Ökosystems darstellt.
Die Population in Gewässern mit geringem Zanderbestand kann man jedoch durch gezielten Besatz von Kleinfischen maßgeblich beeinflussen.
Flossenformel:
Dorsale 1 XIII/XV, Dorsale 2 I–II/19–23, Anale II/11–13, Pectorale 15–16, Ventrale I/5

## Kulturelle Bedeutung

In Schweden führen mehrere Orte Zander im Wappen – hier Jösse.

### Fischerei
Der Zander ist ein beliebter Zielfisch in der Sportangelei. Er gilt als scheuer, vorsichtiger Fisch, der schwer zu überlisten ist. Das Mindestmaß zum Angeln beträgt in Deutschland in der Regel 40 - 50 cm, ab 80 cm gilt ein Zander als Kapital und ist dann etwa 11 Jahre alt und 5 kg schwer. Der größte, offiziell gemessene und gewogene, in Deutschland mit der Angel gefangene Zander wurde mit 106 cm Länge und 15 kg Gewicht im Jahr 2000 in der Donau gefangen.
Zander werden klassisch mit Köderfischen beangelt. Auch heute sind Grundmontagen mit Köderfisch noch weit verbreitet, da Zander auch tote Köder gut annehmen und das Verbot von lebenden Köderfischen hier keine Rolle spielt. Als Köder kommen vor allem kleine Rotaugen, Rotfedern und Barsche in Frage. Weitere gute Köderfische sind Ukelei, Gründling und Kaulbarsch. Prinzipiell ist darauf zu achten, dass die Köderfische schlank sind. Hochrückige wie z. B. Brassen werden oft verschmäht. Alternativ kann man auch Fischfetzen oder Fischhälften verwenden. Als Kunstköder eignen sich Gummifische (Shads), Blinker, Wobbler und Twister. Auch Fliegenfischen mit Sinkschnur und Streamern kann erfolgreich sein. Alle Köder sollten 8–20 cm groß sein. Besonders in der Nacht fangen schwarze Köder sehr gut, da sie zum Umfeld farblich den stärksten Kontrast bilden. In Ausnahmefällen werden Zander auch auf Würmer, Maden und Krabben gefangen.
Besonders erfolgversprechend sind Stellen, an denen sich viele kleine Fische aufhalten. In Seen sind dies die Scharkanten und Unterwasserberge (die sogenannten Barschberge). In Kanälen und flacheren Teichen sollte man den Zander am Ufer vor Schilf und Seerosenfeldern oder an Buhnen und Spundwänden suchen. Auch Fahrrinnen oder andere Vertiefungen bilden gute Fangplätze, vor allem in der kälteren Jahreszeit.
Fangzeiten sind an frostfreien Tagen vor allem die Abend- und Nachtstunden und bei Frost die Mittagszeit. Eine Besonderheit des Zanders ist, dass er sich in tieferen Seen nachts in die flacheren Gewässerregionen wagt, wo er für Angler besser zu fangen ist. Aus diesem Grund wird dieser Raubfisch auch bevorzugt zu dieser Tageszeit beangelt, was allerdings bei Verwendung von natürlichen Ködern eine wesentlich größere Relevanz hat. Die fängigsten Monate sind Mai und Juni nach der Laichzeit und September bis Dezember. Besonders die großen Exemplare werden in der kalten Jahreszeit gefangen. Die Fangmonate können variieren und sind vom Gewässer abhängig. Besonders bei Hochwasser finden sich die Zander an den ruhigen Stellen im Fluss ein, wo sich dann gezieltes Angeln auf sie lohnt. Aber auch an den Strömungskanten in den großen Flüssen werden bei Frost große Zander gefangen.

### Als Nahrungsmittel
Der Zander gilt als wichtiger und wertvoller Speisefisch mit besonders festem, weißem Fleisch (grätenfreie Filets).

Beispiele für die Nutzung als Speisefisch
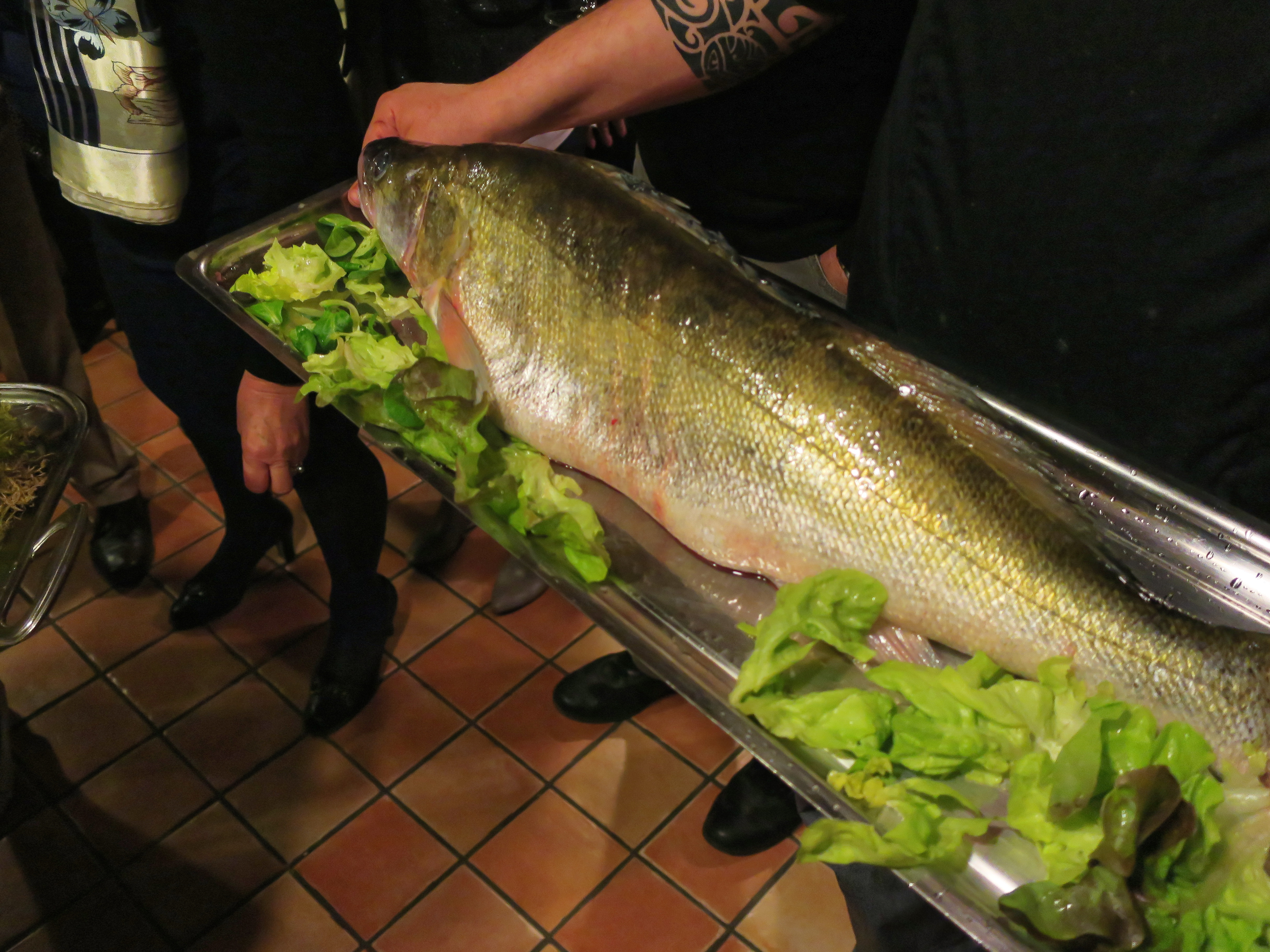
Präsentation eines großen Zanders (vor Zubereitung) in einem Restaurant in Quarré-les-Tombes, Frankreich
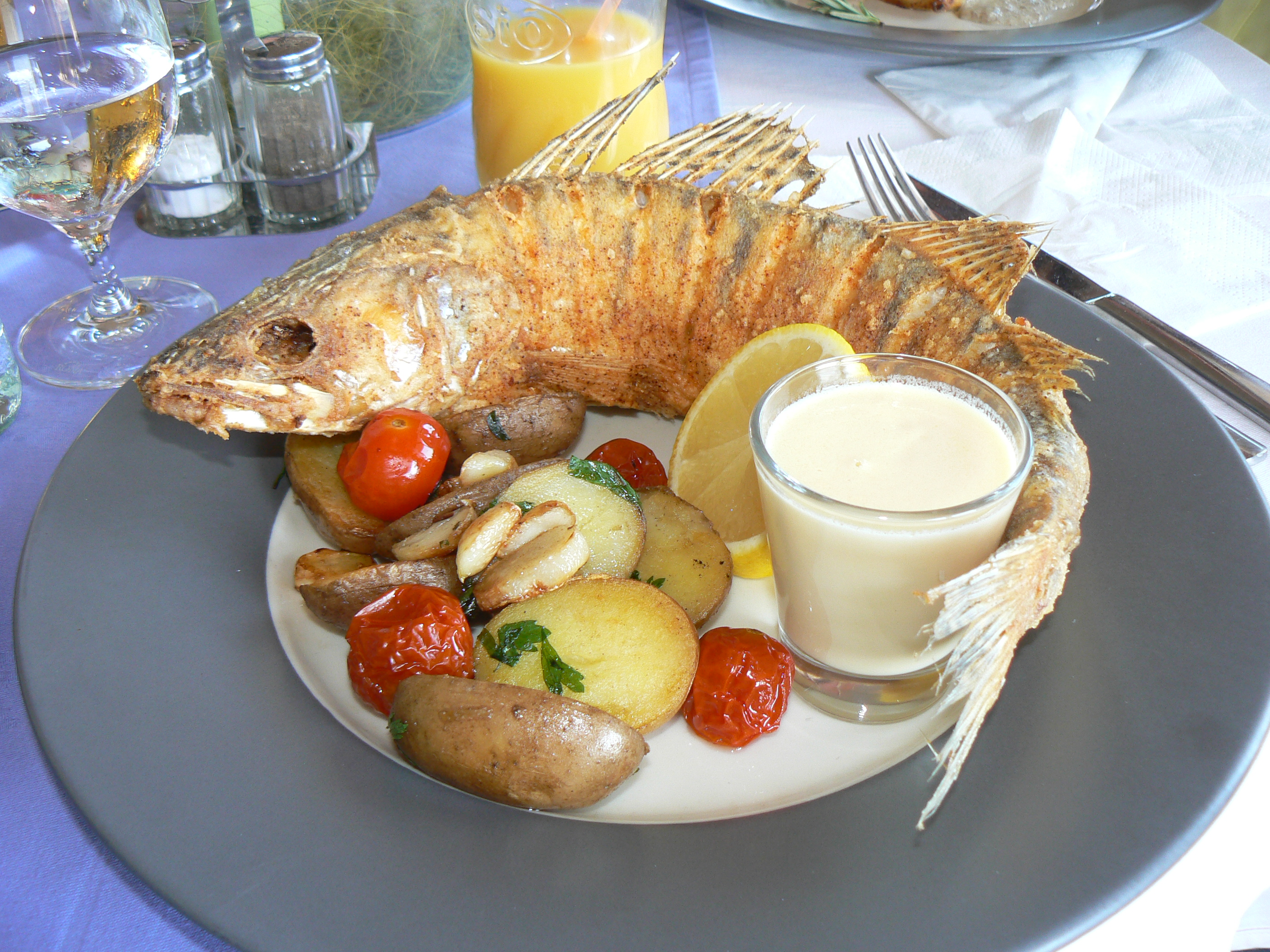
Im Ganzen gebackener Zander mit Sauce hollandaise, serviert in einem Restaurant in Balatonfüred, Ungarn
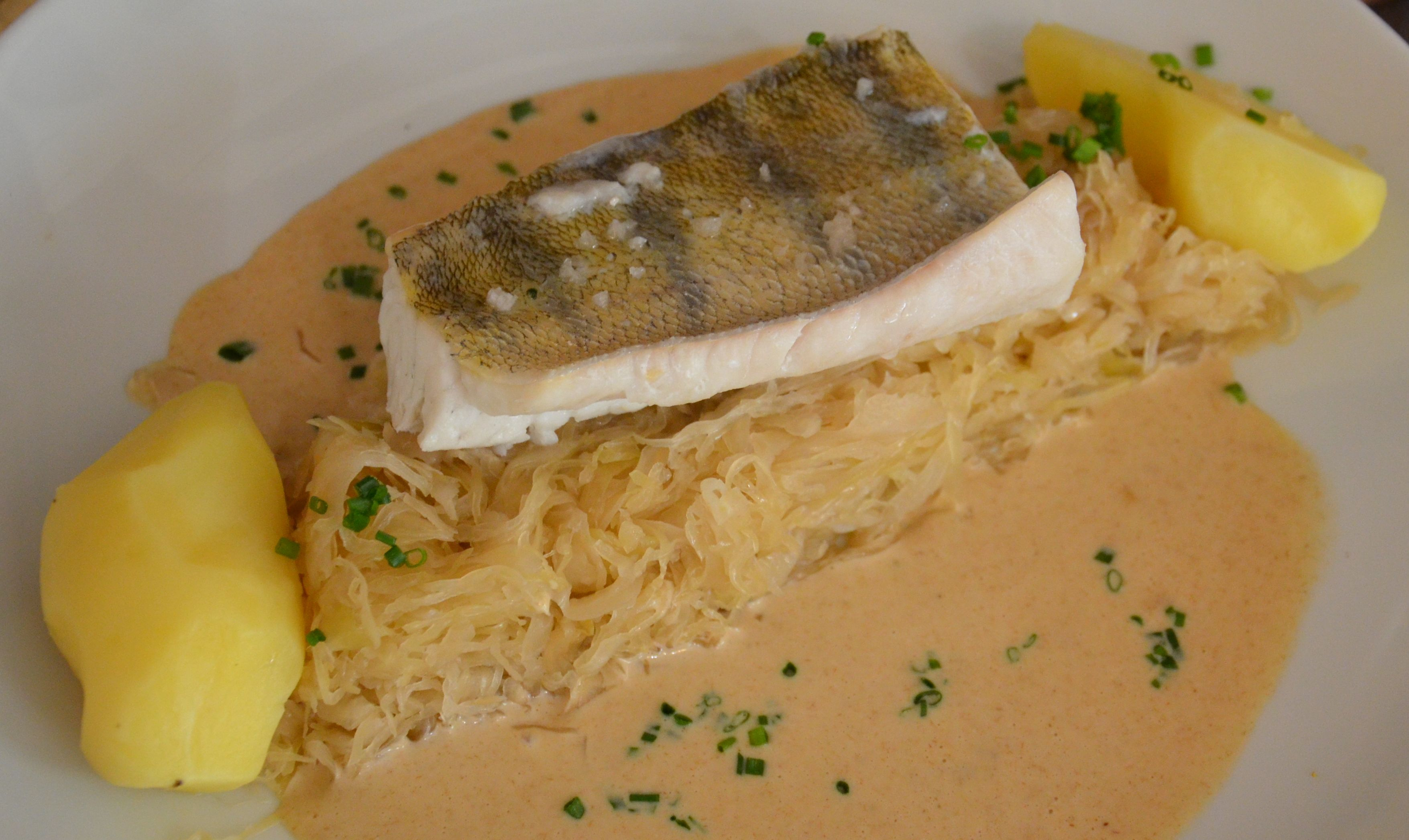
Gedünstetes Zanderfilet nach Elsässer Art (auf Sauerkraut und mit Weinsauce)
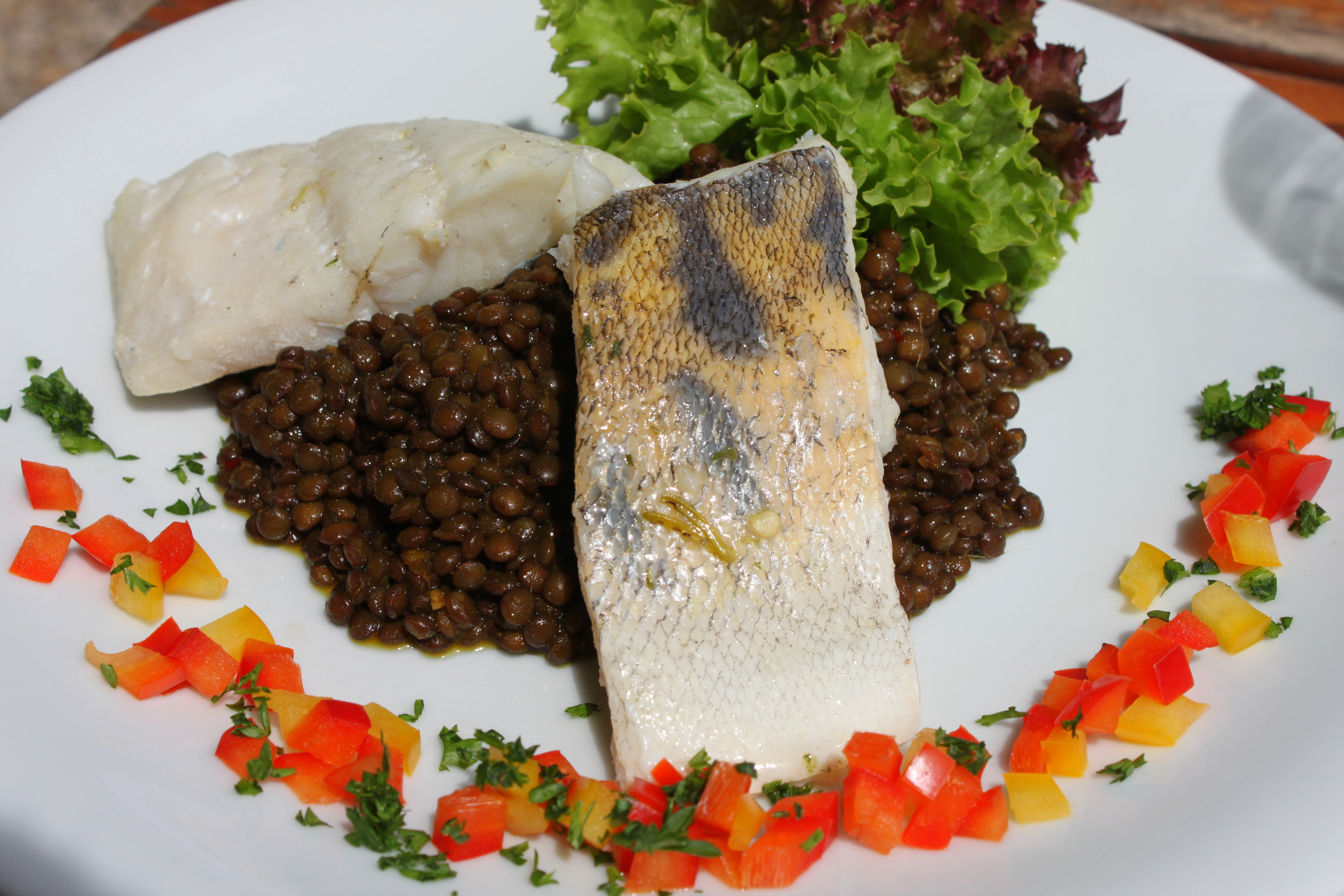
Auf der Haut gebratene Zandermedaillons mit Linsensalat, serviert in einem Restaurant in Jena, Thüringen
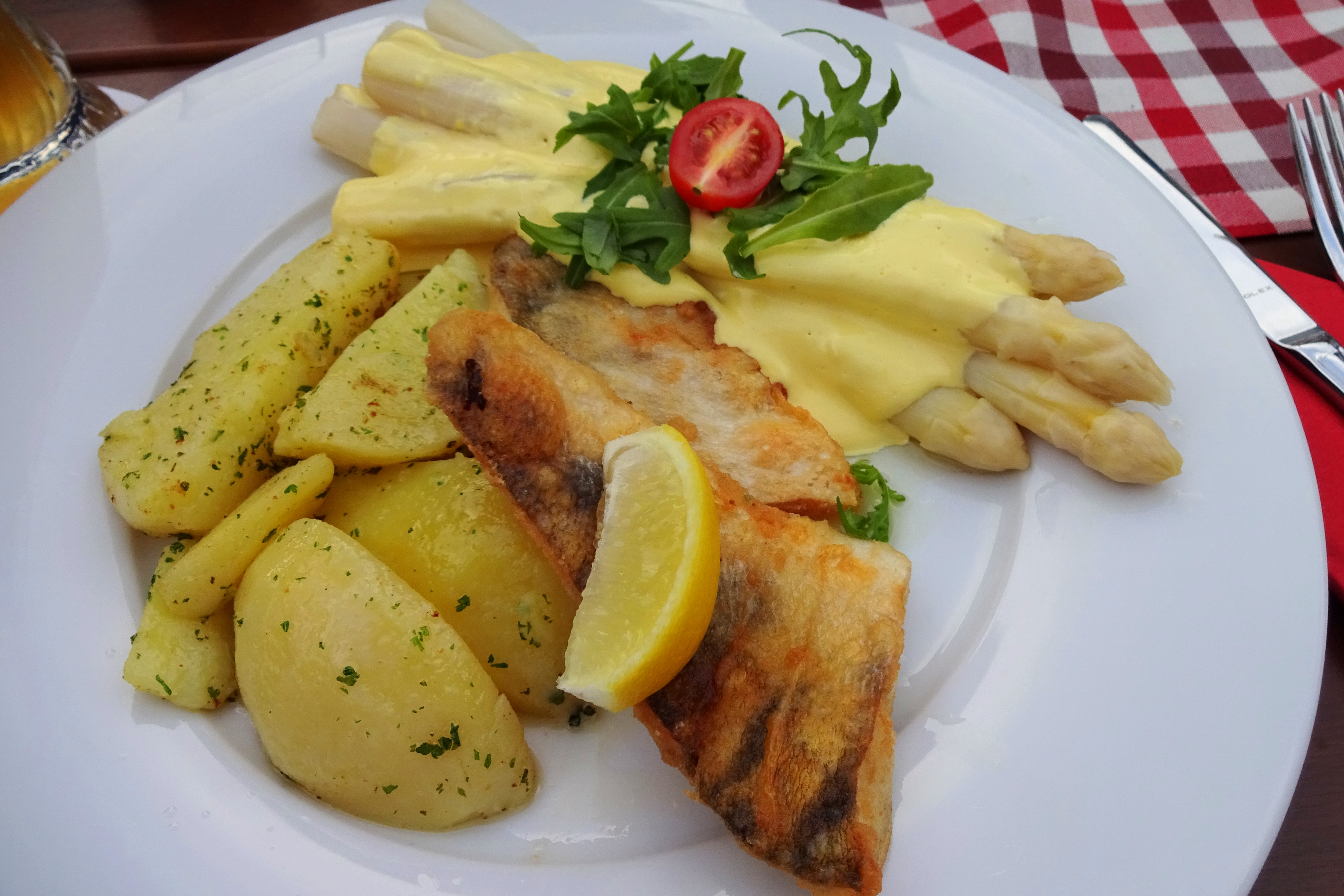
Gebratenes Zanderfilet mit Spargel und Sauce hollandaise, serviert in einem Restaurant in Kulmbach, Franken